# Telorta acuminata
Telorta acuminata är en fjärilsart som beskrevs av Butler 1878. Telorta acuminata ingår i släktet Telorta och familjen nattflyn. Inga underarter finns listade i Catalogue of Life.